# Préhistoire de la Chine
Vous lisez un « bon article » labellisé en 2015.
La préhistoire de la Chine couvre, sur le territoire de la Chine actuelle, la période comprise entre environ 2,5 millions d'années, date de la première présence humaine présumée, et 1200 av. J.-C., date de l'apparition de l'écriture dans la basse vallée du fleuve Jaune.
Les traces des premiers humains apparaissent très tôt en Chine. Un premier fossile, celui de l'Homme de Wushan, trouvé sur le site de Longgupo au Sichuan, est daté de 2,48 millions d'années ; son attribution taxonomique (homme ou singe) demeure débattue, bien que la présence de l'homme soit attestée par des vestiges lithiques de même datation trouvés avec le fossile. Puis ce sont les sites de Shangchen, de 2,1 à 1,3 Ma, et de Longgudong d'environ 2 Ma. Les deux crânes de l'Homme de Yunxian (936 000 ans), découverts au Hubei en 1989 et 1990, figurent parmi les plus anciens fossiles significatifs trouvés en Chine. À Zhoukoudian près de Pékin, une équipe internationale découvrit de 1921 à 1937 les fossiles de l'Homme de Pékin, un Homo erectus daté de 780 000 à 300 000 ans. Ces hommes du Paléolithique inférieur employaient des outils de quartzite pour diverses activités, dont la chasse. Des restes attribués à Homo sapiens  et datés de 110 000 ans ont été retrouvés dans la grotte de Zhiren, mais cette datation est contestée (voir Paléolithique moyen/ Homo sapiens).Plus tard on retrouve des pratiques funéraires comparables à celles vues en Europe et au Moyen-Orient à la même époque. Au sein de ces populations de chasseurs-cueilleurs apparaissent des innovations propres à la Chine, comme une première céramique datée entre 18 000 et 14 000 ans avant le présent.
Plusieurs facteurs entrainent d'importantes évolutions dans les modes de vie au cours de cette dernière période. En premier lieu, le réchauffement post-glaciaire : à partir de 17 000 ans avant le présent on passe d'une période froide à une période de réchauffement progressif, ce phénomène étant amplifié par l'effet des moussons dans une grande moitié sud-est du territoire.
Au cours de la néolithisation progressive, et au Néolithique ancien (v. 7000-5000 avant l'ère commune), particulièrement bien documenté en Chine, des aliments végétaux sont stockés, en particulier dans des fosses de stockage. Parmi ces végétaux consommés, le riz est peu à peu domestiqué dans la région du bas-Yangzi vers 6000-5000, il en est de même dans le bassin du fleuve Jaune (au Henan) pour ce qui est du millet. Dès le Néolithique final (v. 3300-2000) au Gansu, à la frontière du corridor du Hexi les échanges avec le Nord et l'Ouest tout autant qu'avec l'Est et le Sud permettent de cultiver jusqu'à six céréales, le blé, l'orge et l'avoine ainsi que deux types de millet et le riz. 
Certaines « cultures archéologiques » qui apparaissent au Néolithique (v. 5000-2000) , puis à l'âge du bronze (v. 2000-1500 ou v. 500 avant l'ère commune, selon les régions) produisent des objets qui sont propres à la Chine, comme les objets de jade, dont ceux qui ont la forme de disques (bi) et de tubes (cong). Enfin, autre spécificité de la Chine, l'usage du fer est moins valorisé que celui du bronze, qui domine pendant une longue durée. Il n'y a donc pas eu en Chine une rupture importante avec un âge du fer après l'âge du bronze, comme cela a été le cas en Occident.
Les cultures préhistoriques chinoises montrent une riche culture matérielle. La poterie apparaît particulièrement tôt et acquiert au cours de la période un grand degré de raffinement et une très grande diversité de formes dont certaines évoluent jusqu'à l'époque moderne. Les jades viennent ensuite, puis les bronzes chinois (dont la technologie viendrait de l'Oural ou d'Asie centrale), de même les premiers objets laqués qui apparaissent ici. À l'inverse, le fer et l'acier font une entrée peu remarquée et tardive avec quelques épées luxueuses. Peu d'objets en bois ont survécu mais ils témoignent en général d'usages populaires. Outre ces objets en bois, d'autres objets en fibres naturelles, en matériaux de vannerie, mais aussi en corne ou en bronze, parfois incrustés d'or, d'argent ou de turquoise, ont été retrouvés. De nombreux objets de prestige présentent des formes hybrides et leurs créateurs en multiplient les variétés. Cette abondante production apporte des indices d'une activité symbolique qui semble accompagner le développement technique.

## Historique

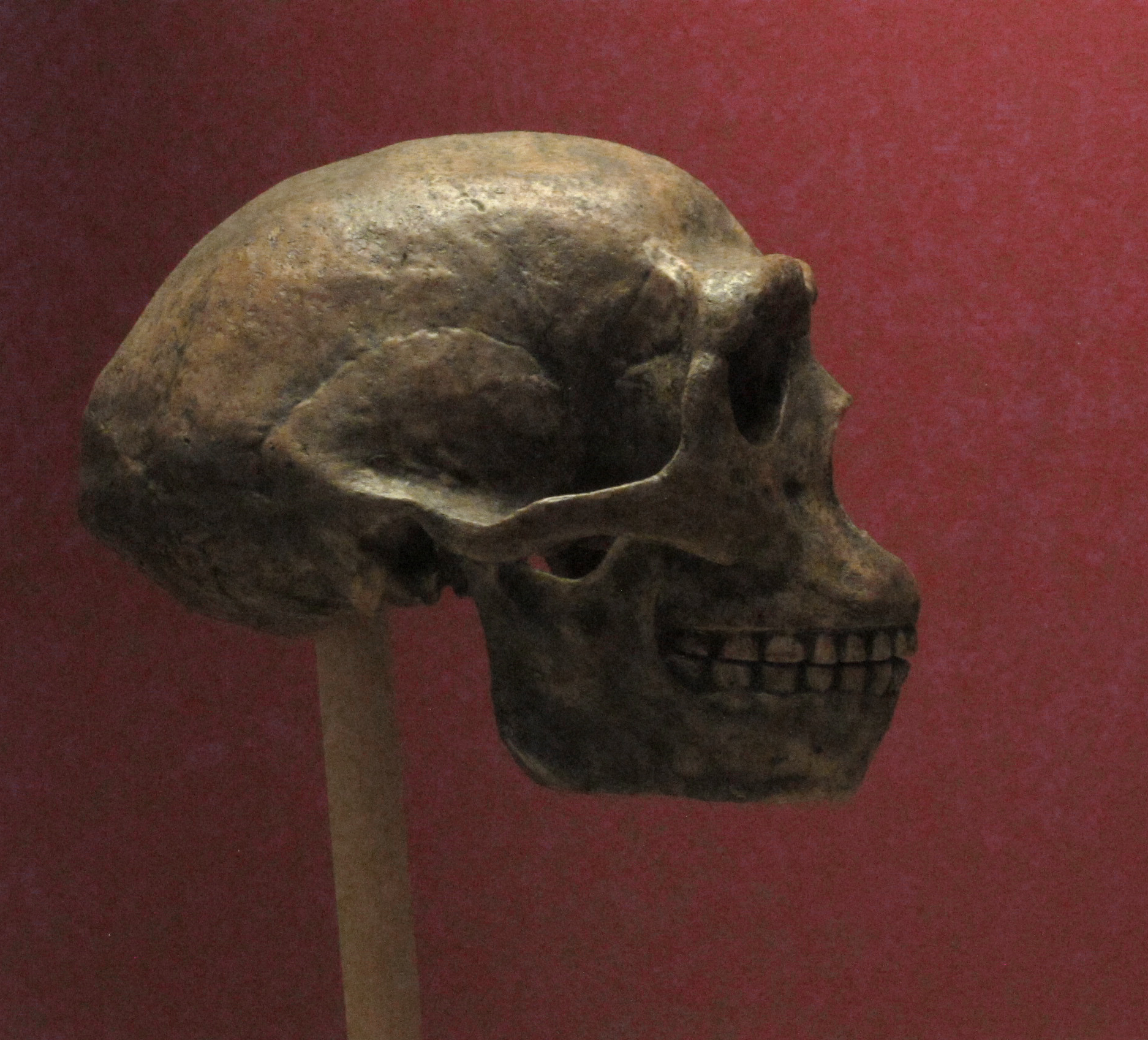
Reconstitution de l'Homme de Pékin au Muséum américain d'histoire naturelle, New York.

### Entre-deux-guerres
L'industrie lithique du Pléistocène moyen est attestée à partir de 1921 dans la région de Pékin : c'est le fameux Sinanthrope ou Homme de Pékin (aujourd'hui considéré comme un Homo erectus) découvert par une équipe internationale. Johan Gunnar Andersson, accompagné par Otto Zdansky et Walter W. Granger, découvrit le célèbre gisement du Sinanthropus en exhumant des dents de celui qui allait être aussi nommé Homme de Pékin, car les fouilles menées à Zhoukoudian sont situées près de Pékin. En 1923, Pierre Teilhard de Chardin est placé à la tête de la Mission paléontologique française en Chine. Le médecin anatomiste canadien Davidson Black crée l'espèce Sinanthropus pekinensis en 1927. Les fossiles trouvés de 1921 à 1937 datent de 780 000 à 300 000 ans (Pléistocène moyen). Cet Homo erectus a domestiqué le feu à partir d'environ 430 000 ans pour cuire ses aliments et produisait des outils de pierre taillée en quartzite. En 1937, le docteur W.C. Pei (Dr Pei Wenzhong faisait état de ses découvertes (avec, en 1929, dans la grotte de Zhoukoudian, le premier crâne du Sinanthrope) et de celles de son équipe qui comprenait Teilhard de Chardin, les paléontologues C.C. Young et lui-même. Les recherches se poursuivirent sous la direction du Pr Franz Weidenreich et Henri Breuil les rejoignit. L'ensemble de ces premiers fossiles furent perdus en 1941 et il n'en subsiste que des moulages.

### L'archéologie préhistorique en Chine depuis 1949

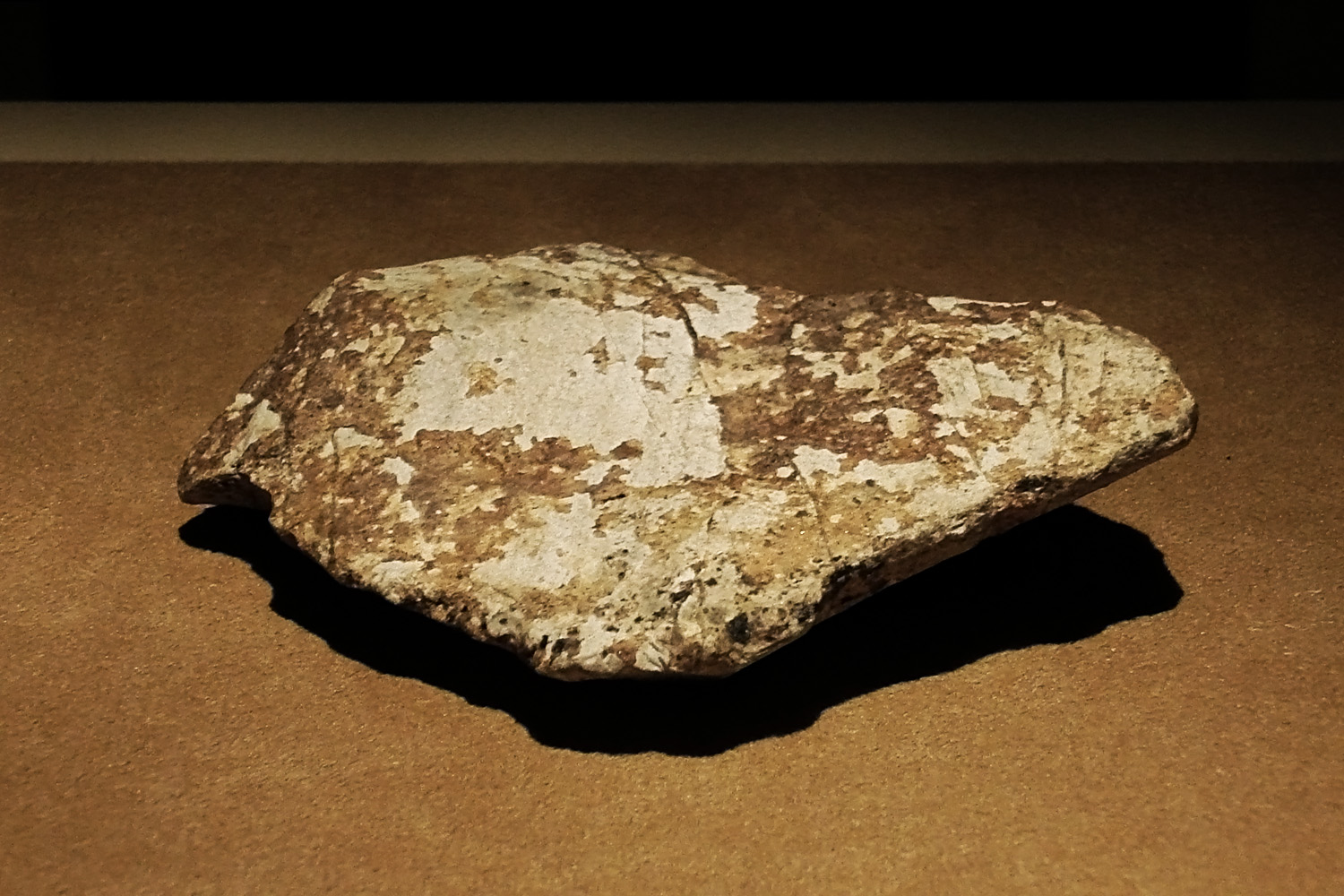
Racloir de l'Homme de Pékin, Zhoukoudian, district de Fangshan, Pékin, Musée national de Chine.

La recherche archéologique, passée la révolution culturelle (1966-1974), s'est donnée des moyens plus importants et les fouilles se sont multipliées. La réforme économique qui a suivi a entraîné des opérations de sauvetage par une archéologie préventive, en raison de la multiplication des chantiers de construction dans les zones urbaines, mais très peu dans les campagnes et les montagnes ou les déserts. D'autre part, les universités se sont lancées dans des programmes de formation d'archéologues à grande échelle. De quelques périodiques aux débuts, on est passé au nombre de 140 en 2012. De ce fait les institutions provinciales sont moins dépendantes de l'Institut d'Archéologie de Pékin sur les plans administratif, académique et financier. Enfin, des relations avec l'étranger se sont construites. Les méthodes et les théories qui avaient cours à l'Ouest ont été ainsi introduites progressivement. Mais dans un mouvement de réaction à cette ouverture, de nombreux intellectuels chinois ont nourri un sentiment nationaliste. Trois axes de recherche étaient, en conséquence, privilégiés (en 2012) : les origines des premiers humains, les origines de l'agriculture et les origines de la civilisation. L'objectif principal de la majorité des chercheurs en archéologie en Chine n'a pas changé depuis les années de l'après-guerre : la reconstruction de l'histoire nationale. Tandis que certains se concentrent sur une région précise, d'autres se tournent sur les relations inter- ou transculturelles et comparatives reliant la Préhistoire de la Chine à celle du reste du monde.
De nombreuses campagnes de fouilles se sont développées dans les années 1990 par des équipes chinoises puis internationales, notamment après 2000 avec Henry de Lumley.
Les questions de l'origine de l'humanité, et notamment de l'origine africaine de l'homme moderne, ont été très débattues par de nombreux archéologues chinois. S’appuyant sur des caractères spécifiques continus en Chine, et ce depuis les travaux de Franz Weidenreich, la théorie d'une origine multirégionale de l'homme moderne a été préférée par ces chercheurs ; leurs publications du début des années 2000 permettaient encore d’étayer cette position. Cette théorie est largement contredite aujourd’hui par celle de l'origine africaine de l'homme moderne, qui est étayée tant par les données fossiles que par la génétique.
La plupart des recherches récentes ont porté sur des zones situées hors de la Plaine centrale. Celle-ci avait été au cœur des recherches des années précédant la révolution culturelle durant lesquelles le cours moyen du fleuve Jaune semblait être à l'origine de la culture chinoise, avec une séquence continue depuis la culture de Yangshao (identifiée par le géologue suédois J. G. Andersson en 1921), puis la culture de Longshan, et enfin les trois premières dynasties selon la tradition historiographique : Xia, Shang et Zhou. Ce sont donc les zones périphériques qui ont concentré bien des attentions dans la période récente. Ainsi, il semble aujourd’hui admis que le Sud de la Chine a eu une histoire indépendante de la région de la Plaine centrale, avec une origine indigène de traditions aussi importantes que celles de la culture du riz et de la poterie. Ailleurs, la découverte d’une très ancienne cité enceinte d’une clôture à Bashidang au Hunan (v. 7000-5800) en a fait le plus ancien site de ce genre en Chine. Une multitude de sites découverts et parfois fouillés, dispersés sur une bonne moitié du territoire actuel de la Chine (très rares en effet dans la Région autonome du Tibet, sinon orientale, et quasiment rien au Xinjiang), a révélé la très grande diversité des cultures préhistoriques dans cette région du globe.

## Paléolithique inférieur
Des traces présumées des premiers humains ont été découvertes dans les provinces du Hebei (site de Dongyaozitou, daté de 3 millions d'années), et de l'Anhui (sur le site de Renzindong, daté de 2 millions d'années). 
Les restes d'un hominidé (C III) trouvés sur le site de Longgupo (connu sous le nom d'Homme de Wushan), sur la municipalité de Chongqing au Sichuan, niveaux 7 et 8, datés en 2015 de 2,48 millions d'années, évoquent pour certains une morphologie intermédiaire entre Homo habilis et Homo ergaster, et pour d'autres un fossile de ponginé.
Ce fossile entraine un débat entre ceux qui voient l'Asie comme un foyer autonome de l'hominisation, et ceux qui relèvent, pour ce dernier spécimen, des proximités avec Homo habilis ou Homo ergaster, et qui s'orientent vers une dispersion extrêmement précoce du genre Homo depuis l'Afrique. Une publication de 2016 se référant à des découvertes à Masol dans le Nord de l'Inde, datées de 2,6 Ma, renforce l'hypothèse d'une présence très ancienne des humains ou pré-humains en Asie.
La Chine a été occupée par des représentants du genre Homo il y a plus de deux millions d'années. Ils sont connus surtout par leurs vestiges lithiques, car ils n'ont laissé que des vestiges fossiles très rares et fragmentaires.
Le géologue Fang Qian découvre en 1965 à Yuanmou, au Sud Yunnan, deux incisives humaines qu'il date d'environ 1,7 million d'années. Elles sont connues sous le nom d'Homme de Yuanmou.
La présence humaine est attestée à Majuangu, au Nord de la Chine, il y a 1,66 million d'années.
Le site de Lantian, avec la découverte en 1963 d'une première mandibule au Shaanxi, et celui de l'Homme de Yunxian en 1989 et 1990, daté de 936 000 ans, à 550 km au nord-ouest de Wuhan, font partie des rares fossiles anciens trouvés en Chine.
Les fossiles de l'Homme de Yunxian (Hubei, Chine du centre) sont datés de 936 000 ans, dans un environnement forestier à la faune très diverse qui va du panda géant à l'éléphant et au tigre à dents de sabre.
Les deux crânes de l'Homme de Yunxian, datés de 936 000 ans, découverts au Hubei en 1989 et 1990, figurent parmi les plus anciens fossiles significatifs trouvés en Chine.
À Zhoukoudian (localité 1) près de Pékin, une équipe internationale découvrit de 1921 à 1937 les fossiles de l'Homme de Pékin, un Homo erectus daté à partir de 780 000 ans. Ces hommes du Paléolithique inférieur employaient des outils de quartzite pour diverses activités, dont la chasse.
L'Homme de Pékin (découvert dans l'une des grottes de Zhoukoudian, près de Pékin) est daté à partir de 780 000 ans. Avec d'autres Homo erectus, il a laissé de nombreux vestiges archéologiques.

## Paléolithique moyen

### Homo sapiens
Une mandibule fragmentaire attribuée à Homo sapiens, connue sous le nom d'Homme de Zhiren, trouvée dans la grotte de Zhiren (Zhirendong), dans la province du Guangxi, a été datée, en 2010, d'environ 110 000 ans, mais est contestée. Il s'agirait d'une mandibule d'Homo sapiens archaïque. Des chercheurs chinois ont daté des dents fossiles d'Homme moderne, trouvées dans la grotte de Fuyan (près de Daoxian, dans le Hunan), d'au moins 80 000 ans, mais cette datation est aussi contestée.
Les études de paléogénétique ont montré que l'Homme moderne est sorti d'Afrique il y a environ 55 000 ans, et s'est ensuite rapidement diffusé dans toute l'Eurasie. Ce modèle de « dispersion tardive » avait été contesté par la découverte de fossiles d'Homo sapiens dans des grottes du sud de la Chine, suggérée dès 120 000 ans. Une équipe de chercheurs a évalué l'âge des premiers fossiles humains provenant de cinq grottes de cette région à l'aide d'une analyse ADN ancienne et d'une stratégie de datation géologique à plusieurs méthodes. Ceux-ci constatent que les fossiles étaient beaucoup plus jeunes que ce qui avait été suggéré précédemment, certains vestiges datant de l'Holocène en raison de l'histoire complexe des dépôts dans ces grottes subtropicales. Selon ces chercheurs, les preuves actuelles montrent que l'Homme moderne s'est installé dans le sud de la Chine dans la période fixée par les données génétiques, c'est-à-dire entre 50 000 et 45 000 ans et pas plus tôt. Une étude paloégénétique portant sur un fossile de la grotte de Malu Dong située dans le Yunnan au sud-ouest de la Chine semble montrer que les premiers colons humains anatomiquement modernes (AMH) du sud de l'Asie de l'Est (Asie du Sud-Est continentale [MSEA] et sud de la Chine) sont les ancêtres des derniers chasseurs-cueilleurs hoabinhiens, qui ont prospéré dans la région jusqu'à il y a environ 4 000 ans.

## Paléolithique supérieur
Vers 40 000 ans avant le présent, au sein de populations d'hommes modernes, la technique de débitage Levallois, technique qui semble importée du Nord-ouest, permet l'usage de lames dans le Nord de la Chine (Ningxia, lac Qinghai), aux confins de l'Altaï, tandis qu'au Sud la technique sur galets se poursuit avec quelques nuances.
Plus tard, apparaissent des pratiques funéraires comparables à celles vues en Europe et au Moyen-Orient à la même époque, comme à Zhoukoudian (Grotte supérieure), vers 30 000 ans AP. L'Homme dit de Zhoukoudian est un homme moderne (bien plus récent que l'Homme de Pékin mais pourtant son voisin sur le site) qui a reçu une sépulture : en effet, de la poudre rouge d'hématite a été déposée sur ses os rassemblés. On a découvert sur le même site des lames et des parures qui évoquent ce que l'on a découvert au Paléolithique supérieur en Europe. Cet homme vivait au milieu de forêts et de prairies, où il pratiquait chasse et pêche.
Certains des premiers hommes modernes à s'être installés en Asie du Nord-Est il y a plus de 40 000 ans ont occupé cette région pendant des milliers d'années. Ils ont chassé le cerf et il est possible qu'ils aient rencontré des Dénisoviens. Une étude de génomes anciens publiée en 2021 suggère que ces populations ont ensuite été remplacées. Il y a 19 000 ans, l'Asie du Nord-Est semble peuplée par un autre groupe d'hommes modernes, qui seraient les ancêtres des Asiatiques de l'Est d'aujourd'hui. Ce groupe aurait remplacé les premiers hommes modernes arrivés en Asie du Nord-Est.
Au moment du dernier maximum glaciaire, vers 21 000 ans AP, le climat était beaucoup plus froid sur toute la planète, et le niveau des mers était de 120 m en dessous du niveau actuel. Les températures étaient, en Chine du Nord, entre 6 et 9 degrés Celsius plus basses qu'aujourd'hui et, au Sud, entre 4 et 5 degrés Celsius. Sapins et épicéas étaient très répandus, une steppe gelée couvrant la majorité de la partie Nord.

## Tardiglaciaire
Au sein des populations de chasseurs-cueilleurs de la fin du Paléolithique supérieur, dans le sud de la Chine, surgissent des innovations propres à la Chine, comme une première céramique datée entre 18 000 et 14 000 ans avant le présent, dans la grotte de Yuchanyan.
Les hommes de la fin du Paléolithique supérieur, à la fin de la dernière période glaciaire, dans la basse vallée du Fleuve Jaune et vers 17 500 ans avant le présent, pilaient ou broyaient des végétaux, parmi lesquels des graines de millet sauvage. Progressivement ces chasseurs-cueilleurs ont fait des innovations technologiques, localement isolées, comme une certaine céramique fruste et fragile. Un pot de terre légèrement cuite a été découvert dans la grotte de Yuchanyan et daté du Paléolithique supérieur. Le contexte de cet objet d'usage quotidien comportait des traces de riz sauvage mais surtout des mollusques, qui auraient ainsi été cuits dans cette poterie, la plus ancienne connue en 2015.
Sur le territoire de la Chine actuelle, avec les extrêmes que constituent le bassin du Tarim, le plateau tibétain, les régions du Nord-Est (les plateaux de Mongolie-Intérieure et la Mandchourie) jusqu'aux zones perpétuellement chaudes et humides du Sud-Est, cette grande variété de climats a subi de très fortes variations depuis le dernier maximum glaciaire à la fin du Pléistocène, et de nombreuses études récentes ont permis d'en préciser l'évolution dans le détail, surtout dans les zones à forte densité de population.
Vers 14 600 ans AP, le taux d'humidité s'est élevé dans le Nord, le Nord-Est et une partie du Centre. Une forêt tempérée et chaude s'est développée dans le Sud, et le niveau des lacs s'est élevé. Puis un épisode froid et sec, le Dryas récent, a frappé la planète entre 12 900 et 11 700 ans AP.

## Holocène
Au début de l'Holocène, à partir de 9700 av. J.-C., le climat se réchauffe rapidement. Cette période connait un début de sédentarisation et des céramiques un peu plus avancées, correspondant à des comportements nouveaux chez les chasseurs-cueilleurs. Ils se déplacent moins et constituent des stocks, souvent des stocks de glands. Ils consomment aussi des châtaignes d'eau et du riz sauvage ; ils possèdent des jarres en céramique, à fond plat, et des outils de pierre polie. 
Des formes de résidences plus stables apparaissent alors avec des campements temporaires lors des périodes de collecte intensive, un outillage plus différencié et des moyens et des lieux de stockage. Cette transition voit apparaitre au sein de populations de chasseurs-cueilleurs des comportements semi-sédentaires.
Les premières utilisations attestées de riz sauvage sont actuellement datées du début de l'Holocène (9000-7000), au sein de populations de chasseurs-cueilleurs semi-sédentaires qui consommaient vers 9400-6600 des glands, des châtaignes d'eau et du riz sauvage ; ils possédaient des jarres de céramique, à fond plat, et des outils de pierre polie.
La variante OCA2-HiS615Arg (rs1800414), une mutation adaptative clé provoquant un éclaircissement de la peau chez les Asiatiques de l'Est, apparaît initialement dans la région côtière du sud de la Chine au début du Néolithique, il y a environ 7 500 ans. La dispersion rapide de cette variante au cours des 4 000 dernières années en Asie de l'Est, conduisant à un éclaircissement de la peau chez les Asiatiques de l'Est pour faire face au rayonnement UV relativement faible dans les régions de haute latitude. Cette explosion rapide d'OCA2-615Arg coïncide avec l'expansion majeure connue de la population en Chine au cours de l'Holocène supérieur.

## Néolithique
Le Néolithique en Chine correspond à une révolution économique durant laquelle les populations ont appris à produire leurs ressources alimentaires, grâce à la domestication des plantes et des animaux. La néolithisation, qui correspond au passage vers le Néolithique, s'effectue entre 7000 et 5000 av. J.-C.
Des études récentes ont apporté des précisions sur les fluctuations climatiques de l'Holocène à l'échelle du Globe : vers 6200, 3900 et 2200 av. J.-C. Chaque épisode dure quelques centaines d'années, voire plus.
Le premier choc postglaciaire, vers 6200 av. J.-C., a produit une période aride et froide dans l'Atlantique Nord et en Amérique du Nord, en Afrique et en Asie. En Chine, cette fluctuation pourrait expliquer pourquoi seuls quelques sites remontant à avant 6000 ont été découverts, dans des vallées correctement arrosées : Xinglonggou dans la vallée du Liao, ainsi que les premiers sites de Peiligang dans la vallée du Huang Huai et quelques sites de Pengtoushan dans la vallée du Yangzi. Après ces épisodes froids et secs, le retour des pluies et de la mousson correspond au développement des cultures néolithiques et à leur dispersion du nord au sud.
C'est dans ce contexte qu'au sein des plantes consommées apparaissent le millet et le riz, progressivement domestiqués vers 6000-5000. Au début, elles ne constituent qu'un apport minime, en tant que plantes sauvages parmi d'autres. Les silos enterrés sont souvent réservés à la conservation de certains aliments végétaux. Puis, à partir de 5000, l'agriculture est bien plus importante dans le régime alimentaire des populations chinoises, tant au nord avec le millet, qu'au sud avec le riz.
Parmi les aliments végétaux, le riz sauvage fait son apparition, il est peu à peu domestiqué dans la région du bas-Yangzi vers 6000-5000, il en est de même dans le bassin du fleuve Jaune (au Henan) pour ce qui est du millet. La preuve de la domestication du bétail a été découverte dans le Nord-est, vers Harbin, et datée vers 8000. Dès le Néolithique final (v. 3300-2000) au Gansu, à la frontière du corridor du Hexi, les échanges avec le Nord et l'Ouest tout autant qu'avec l'Est et le Sud permettent de cultiver jusqu'à six céréales, le blé, l'orge et l'avoine ainsi que deux types de millet et le riz. 
Durant le Néolithique ancien (vers 7000 - 5000), on est passé, en Chine, d'une économie de prédation à une économie de production agricole basée sur le millet, le porc, le poulet et le chien (pour la chasse), cueillette et chasse assurant un complément plus ou moins important, au sein de nombreuses cultures néolithiques et ce en diverses régions du Nord au Sud et de l'Est à l'« Ouest ». La région concernée située le plus à l'ouest est le bassin du Sichuan, car on ne dispose actuellement (en 2013) que de très peu d'informations sur la préhistoire de la Chine plus à l'ouest.

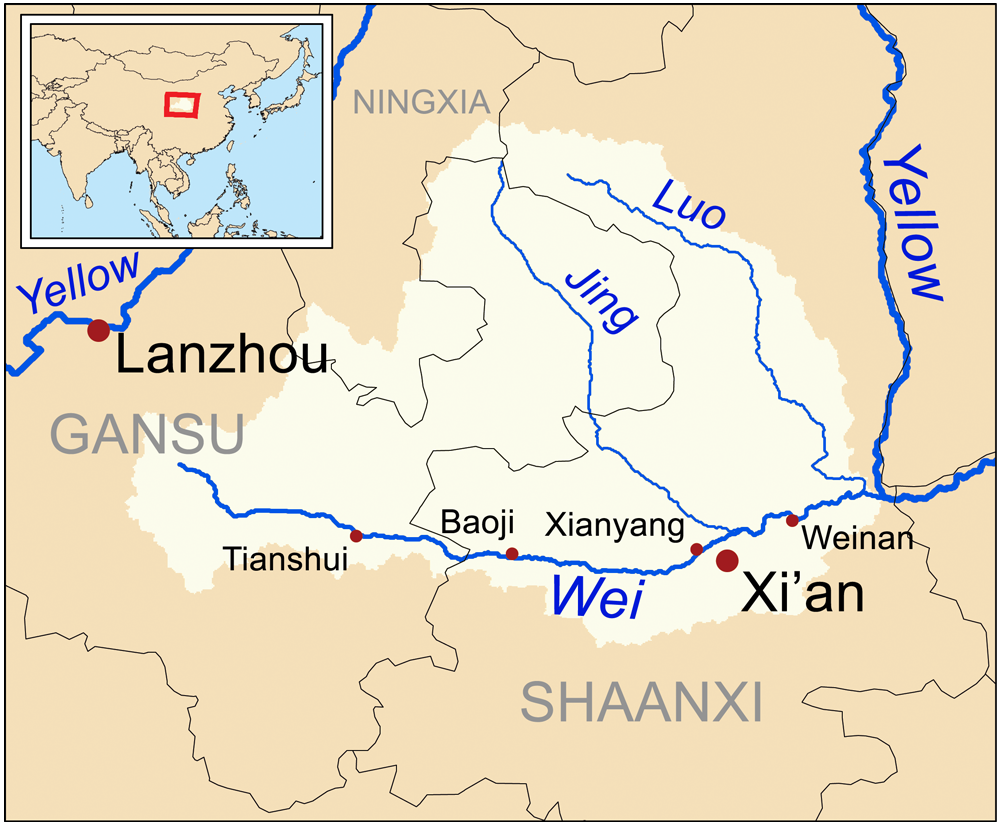
Le cours de la rivière Wei, affluent du fleuve Jaune, au Nord de la Chine

En Chine du Nord, pendant la période néolithique (de 6000 à 2000 av. J.-C.), les vastes terres situées au nord de la partie inférieure de la rivière Wei ont, semble-t-il, été recouvertes par la végétation et par des lacs profonds, et une grande partie de cette région n'a probablement pas été habitée. En même temps se multipliaient, ici et là, des petites aires de plus en plus peuplées et avec toutes les pratiques des néolithiques : économie de production, puis rivalités pour la possession des zones les plus fertiles.

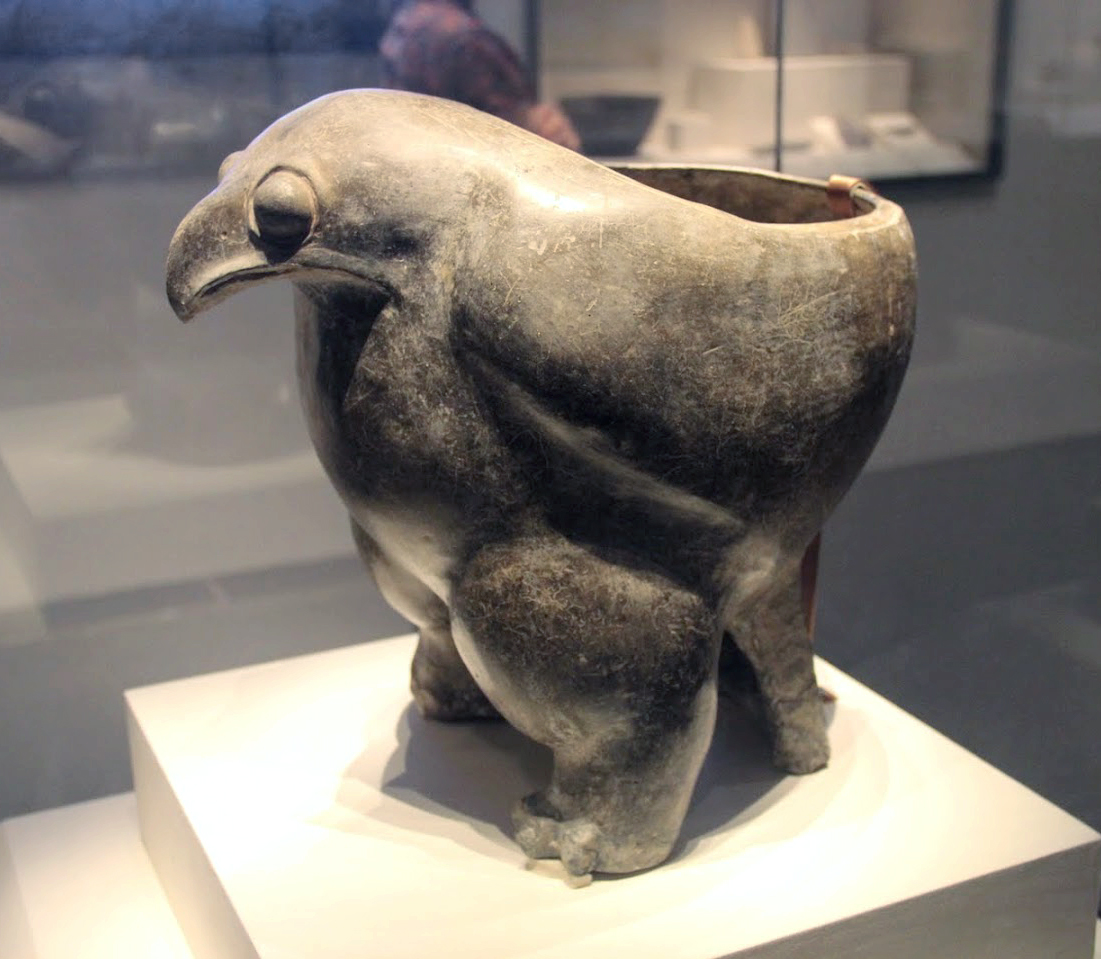
Vase en forme de rapace. Terre cuite grise, Yangshao, type Miaodigou. H. 36 cm. Musée national de Chine.

Vers 6000 av. J.-C., avec le réchauffement des masses d'air continentales et l'influence d’une mousson plus vigoureuse, les températures étaient en moyenne de 1 à 3 °C plus chaudes qu'aujourd'hui, la mousson plus marquée et le niveau des lacs bien plus élevé. Des régions du Nord-Ouest et du Nord ont été arrosées par de fortes pluies de mousson, alors qu'aujourd'hui elles sont devenues des régions arides ou semi-arides. Ces poussées de mousson vers le Nord ont favorisé les premières installations néolithiques sur les bords du fleuve Liao (culture de Xinglongwa) ainsi que sur le cours moyen du Fleuve Jaune (Peiligang et Cishan, Laoguantai / Baijia-Dadiwan I) et dans son cours inférieur (Culture de Houli). Cette poussée de la mousson du Sud-est a ensuite régressé au Sud du Yangzi entre 4000 et 1000 av. J.-C., entraînant un épisode plus froid et sec au nord et plus humide au sud. Ceci a contraint certaines populations à abandonner les installations tandis que la densité de population fléchissait et que certaines cultures disparaissaient, comme celle de Hongshan qui s'effondre vers 3000. Ailleurs, on construisit des murs et des fossés pour endiguer les crues, comme les fouilles l'ont révélé dans les cultures de Daxi, Qujialing, Shijiahe et dans la culture de Liangzhu (4000-2000). Dans le Sud-Est de la Chine et à Taïwan on constate le même phénomène : le niveau de la mer a atteint sensiblement le niveau actuel rapidement vers 5500 av. J.-C.
La culture néolithique la plus connue est celle de Yangshao (« Néolithique moyen » en Chine), au confluent de la rivière Wei et du Fleuve Jaune. Elle est datée de 4500 à 3000 avant l'ère commune et s'est développée dans la plaine centrale, au Henan, au Shanxi et au Shaanxi, avant de s'étendre au sud vers le Yangzi Jiang et à l'ouest vers le Gansu et le Qinghai. Le site du Yangshao ancien le plus connu est celui du village de Banpo, près de Xi'an dans le Shaanxi. Cette culture a été découverte en 1921 par l'archéologue suédois Johan Gunnar Andersson et les recherches se sont ensuite focalisées sur cette région considérée comme « centre » de la Chine — en fait, aujourd'hui considérée par les Chinois comme étant le nord de la Chine. Dans les années 1960, les archéologues chinois firent la découverte, plus à l'est, au Shandong, d'une culture à peu près contemporaine dans sa phase ancienne (v. 4500-3500), celle de Dawenkou, surtout connue grâce à ses cimetières. Dans la succession des tombes, on voit grâce à de riches dépôts des signes qui attestent de distinctions sociales qui ont fragmenté cette société très progressivement. L'économie de ces deux cultures était basée sur le millet. La culture du riz semble, en 2012, être bien documentée dans la culture de Hemudu, vers 5000. Dans ces régions situées plus au sud, non loin de l'embouchure du Yangzi, le riz est donc cultivé dès 5000, mais dans le cadre d'une culture qui n'était certainement pas « chinoise » : elle était plus probablement liée aux cultures des îles du Pacifique, que certains archéologues considèrent aujourd'hui comme une source des langues proto-austronésiennes.
Au Shandong, à proximité de l'embouchure du fleuve Jaune, la culture de Longshan succède ensuite à celle de Dawenkou durant la première moitié du IIIe millénaire avant l'ère commune. Elle est caractérisée par une poterie noire très fine, une hiérarchisation sociale apparente poussée et des villages souvent protégés par des enceintes en terre damée. Des principautés dirigées par une élite commencent à se former. L'élevage du mouton et du bœuf fait son apparition, ainsi que la culture du blé et celle de l'orge qui sont venues de l'ouest par l'Asie centrale.
Ensuite la culture d'Erlitou (v. 1900-1500) s'étend sur la plaine centrale et correspond peut-être à la période des « Dix mille royaumes » (wan guo) dont parlent les textes chinois, suivant un mythe d'origine qui pourrait avoir été composé au premier millénaire avant notre ère. Cependant les premiers bronzes apparaissent bien plus à l'ouest au sein de la culture de Qijia (v. 2400-1900) des débuts de l'âge du bronze qui reçoit cette technologie par les steppes du centre de l'Eurasie : le sud de la Sibérie et du sud de l'Oural à l'Altaï, c'est-à-dire par les mêmes voies que celles de pasteurs nomades, en provenance de la famille de cultures dite d'Andronovo/Seima-Turbino (v. 2100-1500) et de ses voisines. Peu après, la culture d'Erlitou (v. 1900-1500) semble s'approprier cette technologie plus intensivement. Elle fait suite à la culture de Longshan en Chine du Nord, au sein des premiers États chinois, rivaux et belliqueux, avec des armes de bronze, qui font un usage de moins en moins exceptionnel des premiers caractères chinois. Dans cette région commence à s'écrire l'Histoire, par bribes dans les bronzes rituels comme sur le site d'Anyang, dernière capitale attestée de la dynastie Shang.
Les cultures archéologiques qui apparaissent au Néolithique récent (v. 5000-2000) produisent des objets qui sont propres à la Chine comme les objets de jade, dont ceux qui ont la forme de disques (bi) et de tubes (cong). Cette matière, extrêmement difficile à travailler, sert de marqueur des élites, et ceci en plusieurs points de l'espace en raison d'échanges, parfois sur de très longues distances. 
Les cultures préhistoriques chinoises montrent ainsi une riche culture matérielle. La poterie apparaît particulièrement tôt et acquiert au cours de la période un grand degré de raffinement. Les jades viennent ensuite, de même les premiers objets laqués (culture de Hemudu) qui apparaissent ici. Les artisans du Néolithique s'approprient la technologie du verre par l'intermédiaire du commerce avec l'Occident, mais cette production reste très marginale. Peu d'objets en bois ont survécu mais ils témoignent en général d'usages populaires. Outre ces objets en bois, d'autres objets en fibres naturelles, en matériaux de vannerie, mais aussi en corne ont subsisté localement. De nombreux objets de prestige présentent des formes hybrides et leurs créateurs en multiplient les variétés. Cette abondante production apporte des indices d'une activité symbolique qui va accompagner le développement technique durant l'âge du bronze.

### Questions soulevées par l'archéologie de la néolithisation en Chine
On ne dispose pas d'élément de réflexion déterminant sur les causes de la néolithisation en Chine, comme ce peut être le cas pour les régions proches du bassin méditerranéen. Seule l'étude des paléoclimats est prise en compte. Les facteurs climatiques et leurs incidences sur la flore et la faune sont considérés comme des modifications significatives du contexte des cultures, et sont parfois présentés comme des éléments d'explication de l'apparition du processus de néolithisation, quoique moins perceptible au Sud qu'au Nord en raison du paysage qui y est moins montagneux. Il est vrai que l'histoire de l'archéologie de la Chine est relativement récente, comparée à celle du bassin méditerranéen.
Par ailleurs, une autre question restant sans réponse concerne les pratiques liées à l'alimentation et à la division sexuelle du travail ou, plus modestement, la division des tâches. Les techniques dans le travail des matériaux, en matière d'habitat, de productions artistiques et les objets de prestige ne sont pas attribuables actuellement à tel ou tel sexe. L'approche doit être fine et précise pour chaque « culture ». Ceci permet de percevoir des populations qui pratiquent, dans le même temps, des activités complémentaires : elles peuvent être composées de chasseurs-cueilleurs ou d'agriculteurs, hommes et femmes, et pratiquent ces activités liées à l'alimentation non pas nécessairement l'une après l'autre, mais ensemble ou alternativement. En effet, sur ces vastes territoires, il est possible de déceler — et c'est une caractéristique de la Chine — les « premiers » indices laissés par des potiers (ou potières) au monde qui sont aussi collecteurs, avec des pêcheurs-chasseurs. Ces prémices de la Néolithisation indiquent que ce processus s'effectue sur des bases différentes de celles du Moyen-Orient, du Mexique ou de l'Afrique. Plus tard viennent des agriculteurs du riz et du millet et qui sont aussi cueilleurs et pêcheurs-chasseurs, ou plutôt cueilleurs et pêcheurs qu'agriculteurs. Ces sociétés peuvent être voisines et éventuellement complémentaires dans leurs activités — et échanger produits ou techniques.
Au cours de la dernière période de cette Préhistoire, la notion de « société complexe » pose problème pour certaines cultures. Les distinctions sociales sont encore subtiles, bien que souvent perceptibles dans le travail créatif et complexe de la céramique peinte, les ateliers spécialisés dans le travail du jade et les traces conservées de rituels dédiés aux morts. L'archéologie offre de nombreux indices qui renseignent sur ces populations : les objets retrouvés, qu'ils soient de prestige ou non, semblent témoigner d'une fragmentation de la société tout en restant assez énigmatiques. Ainsi, on croit pouvoir ici et là identifier des tombes de chamans mais la réalité du chamanisme à cette époque n'est pas prouvée. Certaines formes de discriminations envers les femmes et la rivalité entre hommes ont manifestement fait émerger des distinctions sociales fortes fondées sur le genre. À la fin de cette période, une élite a pris le pouvoir dans les premières cités fortifiées.
Alors que l'on s'était au départ focalisé sur certaines populations jugées « centrales », la question autrefois omise de la diversité des populations concernées par la Préhistoire de la Chine apparaît dans les recherches effectuées depuis les années 1990. Cette question apparaît aujourd'hui avec une plus grande acuité, tout en restant mal intégrée aux grandes synthèses car encore trop récente (en 2015). Elle indique que des échanges linguistiques et technologiques, peu perceptibles au début de la recherche, s'avèrent aujourd'hui très anciens entre des populations fort éloignées sur de vastes territoires qui débordent de très loin les frontières actuelles de la Chine. Ces échanges sont pour une part relatifs à l'expansion de langues austronésiennes entre la Chine, Java, l'Indonésie et le Japon. D'autres échanges concernent des savoir-faire dans l'agriculture du millet au Nord, du riz au Sud, et dans l'Ouest du blé et de l'orge. Ces échanges concernent aussi la technologie du bronze avec des populations d'Asie centrale et de Mongolie de l'Ouest, ou des régions aussi éloignées que le Kazakhstan ou l'Oural du Sud et du Sud-ouest, riches en métaux.
Enfin, les gravures rupestres nombreuses en Chine n'ont pu être datées mais ont fait l'objet de recensements. Les sites à gravures semblent se rencontrer plus généralement au Nord (Helanshan ; Mongolie intérieure). Par ailleurs, une pierre gravée datée de 30 000 ans a été découverte sur un site du Nord-ouest de la Chine.
La présence de peintures pariétales est signalée surtout au Sud, mais aussi sur le site spectaculaire des monts Huashan, près de Xian. Il s'agit de centaines de peintures, datées d'environ 2 500 - 1 800 ans (donc pendant la période des Royaumes combattants et jusque sous la dynastie Han) qui occupent une paroi de falaise sur 200 mètres de long et plus de 40 mètres de haut, avec de très nombreuses figures traitées en aplat schématique d'orant aux bras levés.
Une étude génétique publiée en 2020 montre que la différenciation génétique entre le nord et le sud de la Chine était plus importante au début du Néolithique qu'actuellement. La diminution de la différenciation génétique entre les populations nord et sud au cours des siècles qui suivent est liée principalement à l'augmentation de l'ascendance du nord dans la région du sud de la Chine. Les résultats suggèrent une migration importante ayant commencé dès la fin du Néolithique de populations venues du nord de la Chine vers le sud. Cette migration semble avoir suivi la côte du Pacifique, à partir du cours inférieur du fleuve Jaune,.

## Âge du Bronze

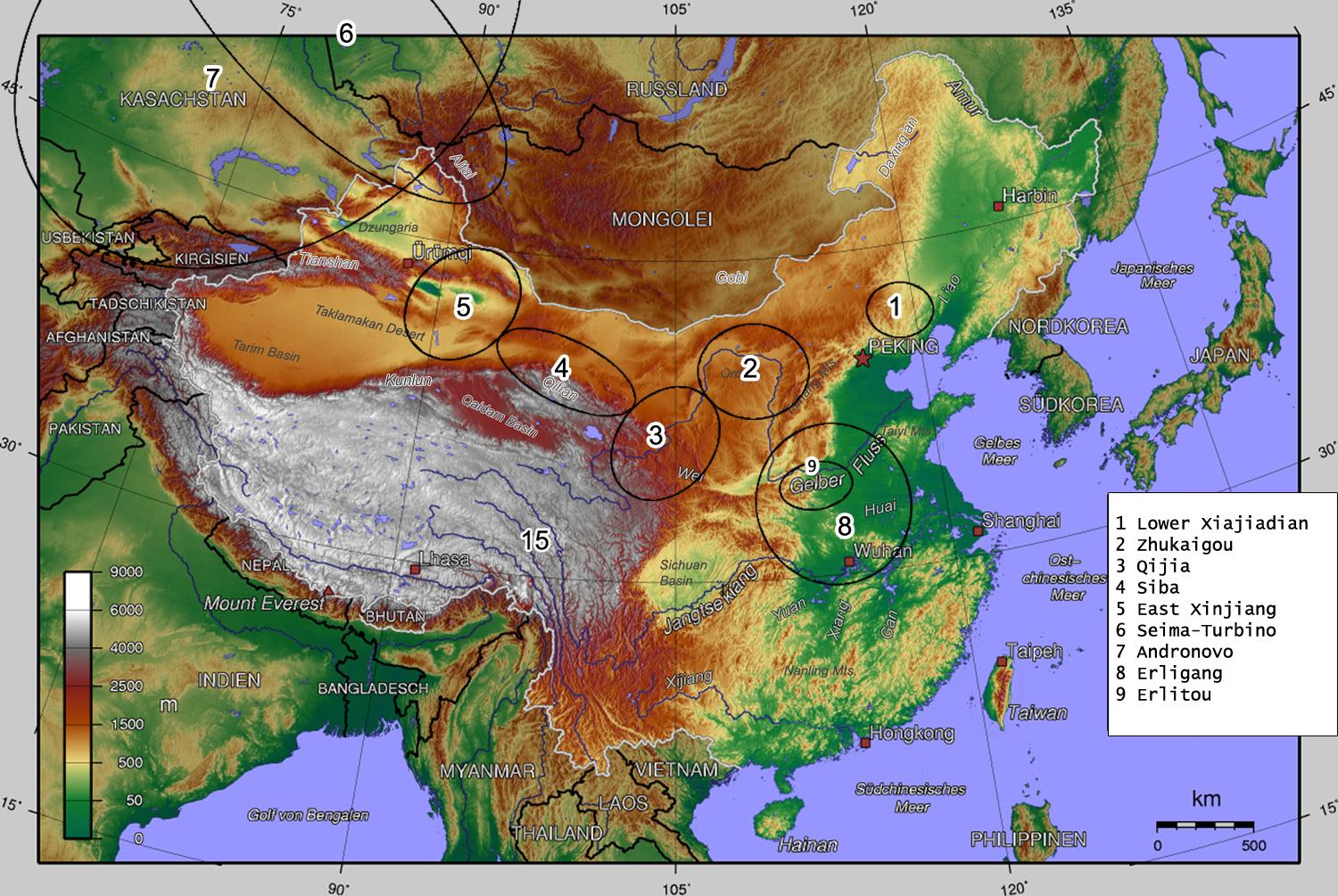
Du Néolithique à l'âge du Bronze en Chine et dans les steppes de l'Asie Centrale.

### Généralités
- Cette partie est une présentation générale de l'Âge du Bronze en Chine. Afin d'éviter les répétitions, les sources scientifiques la concernant n'apparaissent pas ici mais dans les développements détaillés présentés dans le reste de l'article.

Avant d'arriver en Chine, la technologie du bronze est mise au point par des peuples nomades et guerriers de l'Ouest, essentiellement du Kazakhstan. Elle est transmise dans le Gansu et au Yunnan à des populations moins mobiles. Dans le Gansu, la culture de Qijia est liée à des groupes d'agriculteurs, éleveurs de moutons ou de chèvres, de porcs, de bœufs et de chevaux. Ceci se passe au cours d'une période de relative sécheresse qui favorise aussi la culture des céréales dont le millet, cultivé en Chine de l'Est, ainsi que le blé et l'orge, originaires d'Asie Centrale. Le bronze est d'abord utilisé pour les objets utilitaires ou destinés à la parure : couteaux, miroirs et plaques incrustées de turquoise. Ce savoir-faire est rapidement transmis dans la grande plaine centrale. Cette technologie sollicite l'esprit créatif des mouleurs qui disposent déjà d'une grande maîtrise du travail de la terre cuite. Ce sont ces bronzes qui vont devenir des objets destinés au culte des morts à Erlitou, puis dans la culture d'Erligang, lesquels précèdent la naissance de l'État Shang. Le bronze offre l'occasion de réalisations prestigieuses et participe du développement de rivalités violentes pour la possession des sources d'approvisionnement. La richesse de quelques-uns dépend alors de la gêne et du labeur imposé aux autres : leurs tombes sont pauvres ou ne comptent aucun dépôt funéraire tandis que les tombes des premiers engloutissent des monceaux de bronze. Le fer, dont le travail se développe ensuite, n'a pas le même usage : il est réservé aux outils agricoles et aux armes. 
Comme l'ont montré les recherches effectuées depuis les années 1990, les échanges sont nombreux entre la Chine du Nord, les cultures d'Asie centrale et les steppes eurasiennes avec des populations de pasteurs plus ou moins nomades. Ils ont eu lieu en particulier avec la vaste culture d'Andronovo. Ces échanges se font aussi entre les cultures de ce qui est devenu l'Ouest et le Nord-ouest de la République populaire de Chine, c'est-à-dire dans les cultures de Qijia (2200-1600) et Siba (1900-1500), voire au Xinjiang de l'Est, vers le Lob Nor (dont le site de (Tianshanbeilu, v. 2000-1550). Ces échanges s'effectuent enfin au Nord et au Nord-Est : dans les cultures de Zhukaigou (v. 2000-1400) et du Xiajiadian inférieur (2000-1400) en Mongolie-Intérieure et avec les éleveurs de l’extrême Ouest dépositaires de cette singulière culture d'Andronovo. Il s'agit, pour cette dernière, de populations d'éleveurs venant du Kazakhstan, de l'Altaï et de Sibérie méridionale et ses voisines (dont celle qui a précédé Andronovo : le phénomène de migration Sud-est/Nord-ouest appelé Phénomène Seima-Turbino, v. 2100-2000) qui ont permis l'usage régulier de la technologie du métal en Chine de l'Ouest et du Nord-ouest, celui du bronze en particulier.
Les bronziers chinois ne vont pas tarder à s'approprier cette technologie selon une pratique très particulière, avec des moules de terre cuite en nombreuses parties. À l'inverse, ils utilisent peu le travail de la forge et donc le martelage de tôles, ainsi que la technique de fonte à la cire perdue, techniques que la région Balkans-Carpates (v. 5000-3700) utilise depuis longtemps et systématiquement faute de matière première. Ce développement propre à l'âge du Bronze en Chine, riche en métaux, se développe dans la « Plaine centrale », en Chine du Nord et gagne une surface de plus en plus vaste sur le cours moyen du fleuve Jaune (cultures d'Erlitou, puis d'Erligang). Il s'agit de sociétés très hiérarchisées qui prennent progressivement la forme d'États. Elles entretiennent des relations complexes avec leurs voisines de l'Ouest et du Nord. La métallurgie du bronze a été le pivot de cette période d'avant les premiers royaumes retenus par l'historiographie traditionnelle chinoise.
Par ailleurs, de nouvelles données apportent des preuves de la présence de la métallurgie du bronze en Asie du Sud-est à une époque ancienne, à Ban Chiang au Nord-est de la Thaïlande. Le site a été fouillé dans les années 1970, mais un dépôt contenait une poterie avec des traces de riz qui a permis de dater précisément le dépôt funéraire de 2100-1700. Les premiers objets de métal datent de la plus ancienne phase, vers 1800. Il s'agit des premières traces d'objets à base de cuivre en Asie du Sud et ils se composent de bijoux, d'instruments à douille (comme des haches), d'objets moulés plats, de plats (vaisselle) et de pièces en forme de tige, de petits morceaux informes, des creusets parfois fragmentés et des moules pour la coulée, réalisés en céramique. Ainsi, dans le sud de la Chine, cette technologie ne se serait pas implantée depuis la plaine centrale du nord, selon la version transmise par la tradition, mais d'un pays limitrophe d'Asie du Sud-est qui aurait hérité de cette technologie par la voie des pasteurs des steppes, comme ceux d'Asie centrale et de Sibérie méridionale. Une autre possibilité serait celle d'une émergence de cette technologie au Yunnan de l'Ouest, à cette époque, dans la culture de Dian (à proximité du lac Dian), bien avant la constitution du royaume de Dian (v. 800 AEC-420 EC), tout en situant l'origine de cette technologie dans les mêmes régions d'Asie centrale, de Sibérie méridionale et dans les steppes eurasiennes.

### Haut fleuve Jaune: culture de Qijia, v. 2200-1600

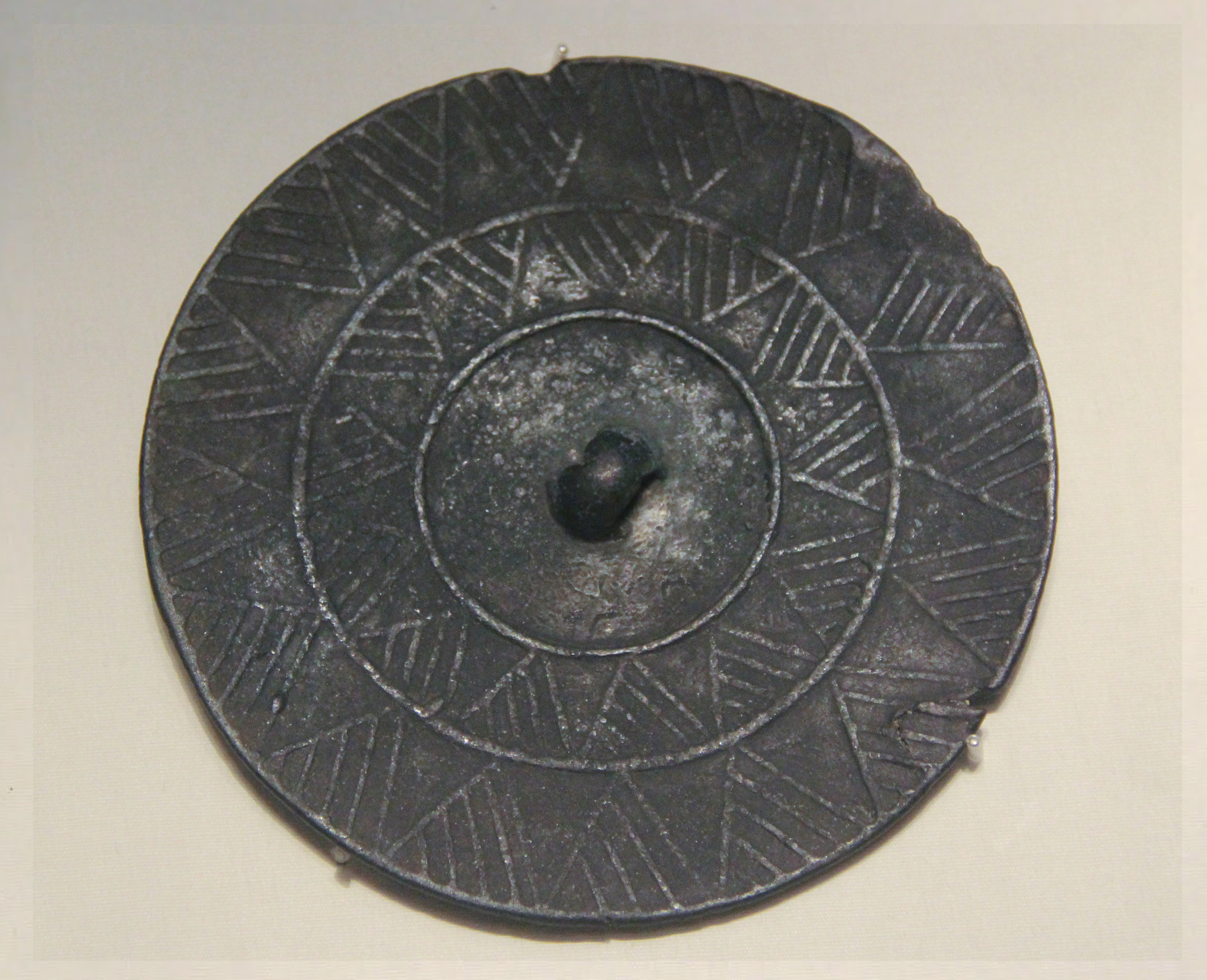
Miroir en bronze de type « steppique » découvert en Corée, vers 2000-1500.

La culture de Qijia s'étend jusqu'au Nord Gansu, Nord-Est Qinghai et Sud Tengger, avec un climat chaud et sec qui favorise l'agriculture à une altitude de plus en plus élevée. Elle hérite, pour l'essentiel, de la phase Machang de la culture de Majiayao (2500-1800). C’est donc une économie de sédentaires, fondée sur l'agriculture : le millet (extrême-oriental : EO), le blé et l'orge (originaires d'Asie centrale : AC) et un élevage très développé des porcs (EO) et des moutons (EO + AC peut-être pour leur laine) en premier lieu, mais aussi des bœufs, des chevaux et des chiens. Il semblerait que l'agropastoralisme n'ait été que peu développé. On chasse également le cerf. Les porcs et moutons ou chèvres, le bétail en général, et quelques chevaux sont utilisés aussi comme offrandes déposées dans les tombes. La diversité des céréales, le grand nombre de chevaux ainsi que des couteaux et des haches de bronze témoignent de relations avec les cultures de Sibérie et d'Eurasie. Plus de cent objets de cuivre et de bronze ont été découverts sur au moins dix sites Qijia, ce qui marque un net contraste avec les cultures précédentes. Des miroirs possèdent un décor géométrique en étoile, de type « steppique ». Il semble que des artisans locaux se soient mis à fabriquer leurs propres objets en bronze avec les richesses minières locales. Ces pratiques novatrices ont été vite transmises à d'autres régions, éventuellement par des migrants de la culture de Qijia, vers le Nord-est dans la culture de Zhukaigou, v. 2000-1400.
Il s'agit donc de la première culture du Néolithique final qui effectue, en Chine, la transition avec l'âge du Bronze, vers 2200-1600. Cette culture du Néolithique final située au Nord-ouest de la Chine, principalement au Gansu, est essentielle dans la transmission au reste de la Chine de l'usage du bronze et de sa technologie employée en Asie centrale et dans la région du Sud de l'Oural. Le fait que le Suédois Johan Gunnar Andersson en ait découvert le premier site en 1923 et que sa découverte se soit inscrite dans une recherche de sources occidentales à la culture chinoise, a considérablement nui à une étude scientifique de ces échanges entre la Chine et ses voisins.

### Nord-Est: culture du Xiajiadian inférieur, v. 2000-1400
Centrée sur la zone ouest de la vallée du fleuve Liao, cette culture s'est étendue sur le sud-est de la Mongolie intérieure et dans son extension maximale au Nord du Hebei et à l'Ouest du Liaoning. La subsistance étant assurée par l'élevage (de porcs, de chiens, de moutons et de bovins) et la culture du millet, la chasse assure un complément. Le peuple du Xiajiadian inférieur pratique la divination avec des os oraculaires. Les os sont préparés par perçage et polissage avant leur chauffe. À Xiajiadian, quelques signes, comme cette scapulomancie assez bien développée sont des indicateurs de la zone d'influence de la culture Shang qui renoue alors avec les techniques de divinisation sur les os oraculaires. Différents objets en provenance de la culture d'Erlitou, indiquent que cette élite d'Erlitou est, quant à elle, à la recherche de matière première pour la confection de bronzes, dont les composants abondent dans cette région.
Les sites archéologiques ont livré deux types d'habitat : des villages ouverts construits à proximité des rivières et des cités fortifiées sur le sommet des collines. La population n'a, dès lors, cessé de croître. Dans les cités fortifiées, les murs en pierre sont construits autour des bâtiments, sur la partie plate de l'élévation, laquelle se situe toujours au-dessus de 800 m d'altitude.

### Est du Xinjiang: Tianshanbeilu, v. 2000-1550
Tianshanbeilu est un site des débuts de l'âge du Bronze dans l'Est de ce qui est aujourd'hui la Région autonome ouïghoure du Xinjiang. Son rôle a été essentiel en tant que lieu de passage et d'échange entre les cultures de l'Ouest : Sibérie du Sud et Asie centrale, avec des populations vivant plus à l'Est. Il s'agit en particulier des cultures du corridor du Hexi et du Gansu, lesquelles étaient au contact avec les cultures chinoises de la plaine centrale du Nord de la Chine actuelle, mais aussi avec les populations du Nord et du Nord-Est : culture de Zhukaigou sur le plateau d'Ordos en Mongolie-Intérieure et culture du Xiajiadian inférieur. C'est donc un lieu de passage et d'échanges avec le monde extérieur à l'espace chinois.
Dans ces oasis, les populations pratiquaient l'agropastoralisme. Le blé a transité par ce passage, venant de l'Ouest vers l'Est. Les ressources locales en minerai ont permis de bénéficier de l'expérience et d'un savoir-faire hérité des populations venues de l'Ouest, faisant le lien entre la steppe eurasienne (phénomène Seima-Turbino, culture d'Andronovo, culture d'Afanasievo, cultures de Karasuk) et la culture de Qijia, située plus à l'Est.

### Nord, Ordos: culture de Zhukaigou, v. 2000-1400
C'est une zone d'échanges intenses dans toutes les directions. Les cultures voisines ont été particulièrement affectées : un hiatus de 500 ans sépare la culture du Xiajiadian supérieur (1000-300), qui se distingue par sa pratique du pastoralisme, de la culture de Xiajiadian inférieur qui l'a précédée. Cela correspond à une adaptation au changement climatique : plus froid et plus sec qu'avant (l'optimum précédent étant au milieu de l'Holocène). On a de bonnes raisons de penser que la culture néolithique et deux mille ans d'exploitation intensive de l'environnement ont affecté le paysage, entraînant ce changement climatique et l'appauvrissement des ressources, particulièrement sensible dans cette région de l'Ordos au centre de la Mongolie-Intérieure. C'est une région riche en configurations géographiques diverses, avec une zone désertique, des collines et des zones alluviales, qui a permis des modes de vie très divers : agriculture, pastoralisme, ainsi que chasse et pêche (en régression nette). Au cours du changement climatique, la société, qui était auparavant essentiellement composée d'agriculteurs, s'est tournée vers l'agro-pastoralisme. Cette société présente des traits caractéristiques des débuts de l'âge du Bronze mais associés aux apports étrangers les plus divers, tout particulièrement ceux provenant de la culture de Qijia, des immigrants qui se sont bien intégrés. Quelques fragments de vases de bronze rituels sont destinés à quelques résidents Shang de l'époque d'Erligang qui ont vécu suivant leurs traditions, avec leur habitat spécifique, et qui sont enterrés sur le site, bien à l'écart de l'élite locale. Cette élite a utilisé des armes Shang et celles de la zone Nord (Qijia, Siba et cultures de la steppe). Une tradition du Nord s'est formée au contact de ces dernières cultures. Les bronzes Shang, d'Erlitou, de Zhengzhou et Panlongsheng contiennent de fortes proportions de plomb : la technique suppose des artisans spécialisés et les objets sont importés, alors que la tradition du Nord permet une production locale : ce sont des ornements et surtout des couteaux à boucle (pour être suspendu par le manche, comme dans les cultures de Qijia et de Siba, dans les cultures de Seima-Turbino et Karasuk) et des dagues courtes, avec un manche en bronze recouvert de corde (comme on en a trouvé précisément à Karasuk). Cette métallurgie du bronze s'est poursuivie ailleurs, en Mongolie-Intérieure (site de Xicha, 120 ha) et elle est semblable à celle de la steppe. Quant à la forme des céramiques, en particulier décorées par un motif de serpents, elle s'est poursuivie bien après que la culture de Zhukaigou a disparu, jusque très loin dans la steppe.

### Gansu: Culture de Siba, v. 1900-1500

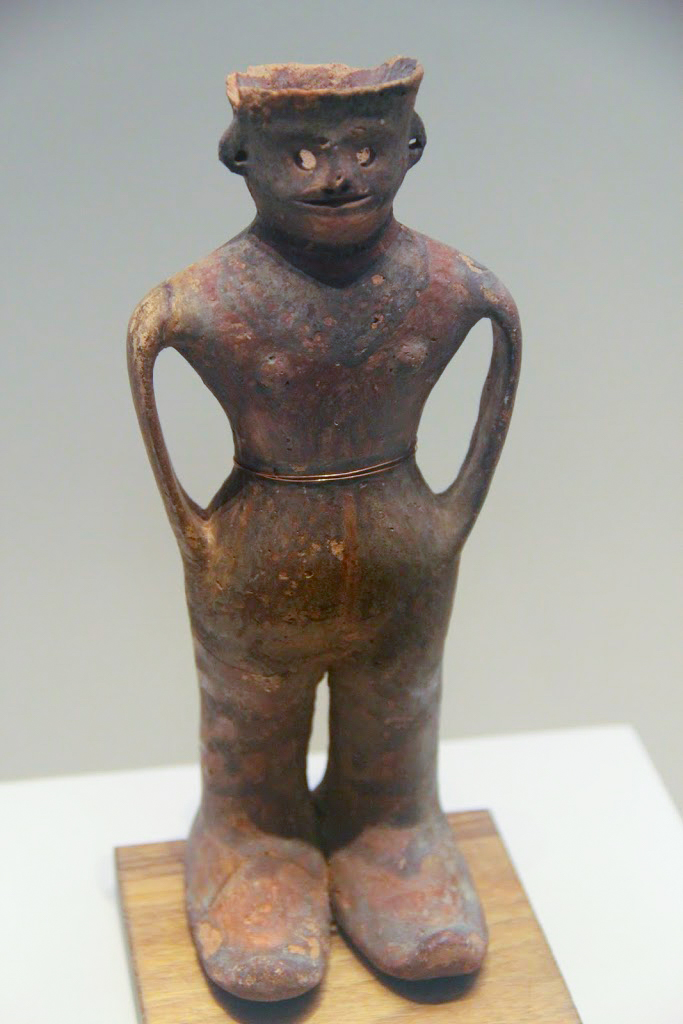
Poterie anthropomorphe peinte. Siba, Gansu. Musée National de Chine.

La culture de Siba date de l'âge du bronze. Elle est située dans le corridor du Hexi. Elle a assuré la communication entre les populations de l'Ouest qui apportaient la technologie du bronze, ainsi que l'élevage du bétail et du cheval, avec celles de l'Est, en particulier sa voisine orientale : la culture de Qijia. De l'autre côté, elle a reçu des influences culturelles depuis l'intérieur de la Chine.
Seuls sont connus, pour cette culture, des dépôts funéraires dans des tombes. On ne connaît rien de l'habitat. La céramique, avec une terre généralement rouge et des peintures noires géométriques, semble provenir de la phase de Machang de la culture de Majiayao combinée avec l'influence de la culture de Qijia et en interaction avec celle de Kayue au Sud-est. Les habitants disposent d'outils de pierre taillée, dont de nombreux microlithes, et de pierre polie. Les ossements de porc dominent à côté de ceux de cerfs, de moutons et de chiens. Une grande variété de graines est consommée : millet (initialement cultivé au centre de la Chine du Nord), blé, orge et seigle (toutes trois venues de l'Ouest, par l'Asie centrale ou la Sibérie du Sud).

### Cours du Moyen fleuve Jaune: Zone réduite: Erlitou, v. 1900-1500

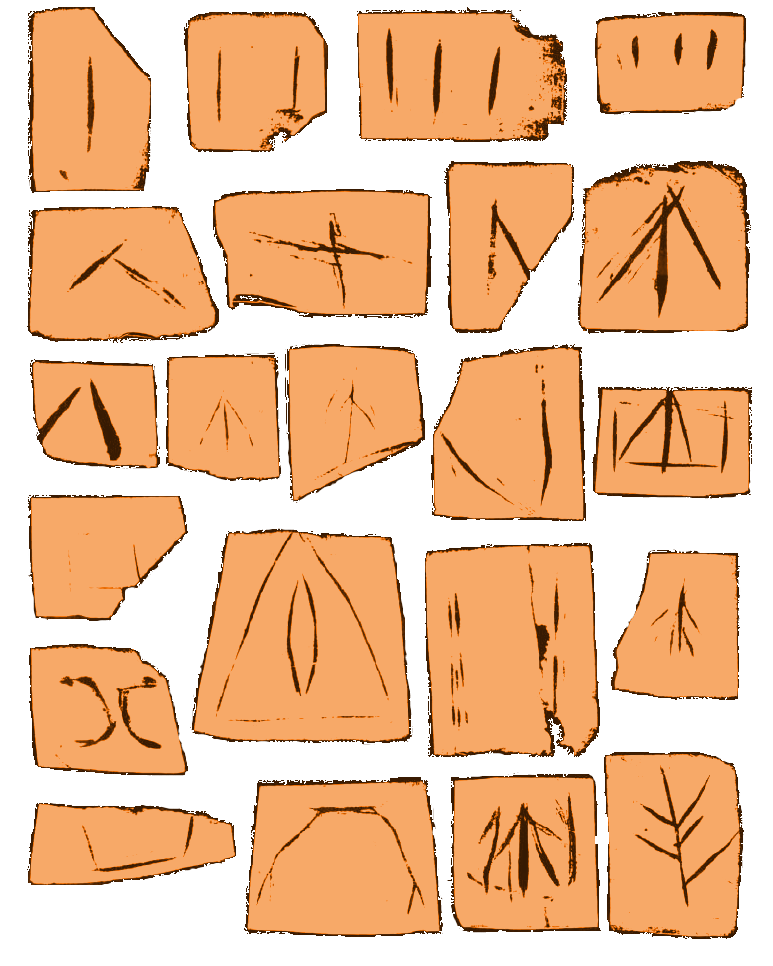
Premiers signes, isolés, relevés sur des céramiques site de Yanshi.

L'apparition de la cité d'Erlitou, entourée d'un mur, vers 1850 AEC (dans la région de Luoyang), a entraîné la multiplication de sites bien plus petits aux alentours alors que les autres centres de la plaine centrale étaient sur le déclin depuis longtemps. Il semble que cette fondation soit le résultat d'une migration de populations d'origines diverses et qui ont gardé ensuite leurs traits singuliers dans la cité. Les premiers signes apparaissent, isolés, sur des céramiques. Seulement 200 objets de bronze ont été découverts sur tout l'espace culturel d'Erlitou, d'abord des outils, puis de la vaisselle et des armes, dans les tombes mais pas uniquement. Une représentation de dragon en fragments de turquoise et une cloche de bronze ont été déposées dans une tombe. Il s'agit manifestement d'une société fortement clivée entre ceux qui sont au pouvoir et les autres : deux sites emblématiques en témoignent, Erlitou et Xinzhai.
C'est ce que l'école anthropologique américaine considère comme une « société complexe », bien plus « complexe », avec son « palais », que les cultures des régions voisines. L'étude actuelle révèle aussi l'apparition du site de Yanshi, à 5 km d'Erlitou au moment de sa décroissance, et ces configurations archéologiques sont difficilement identifiables dans le vocabulaire politique actuel : s'agit-il d'une nouvelle « capitale », d'un « État », ou d'une « colonie » ? Les restes de « places fortes », de « zones palatiales » structurées en plan et selon des axes viennent alimenter ce débat sur le vocabulaire à employer pour nommer ces vestiges archéologiques. La question de l'articulation de l'archéologie et de l'historiographie chinoise se pose alors à propos de la mystérieuse dynastie Xia. Cette culture a fait et fait encore l'objet de nombreux débats.

### Cours du Moyen fleuve Jaune: Zone étendue depuis Erligang, v. 1600-1400, jusqu'à Anyang et les Shang, v. 1570-1046

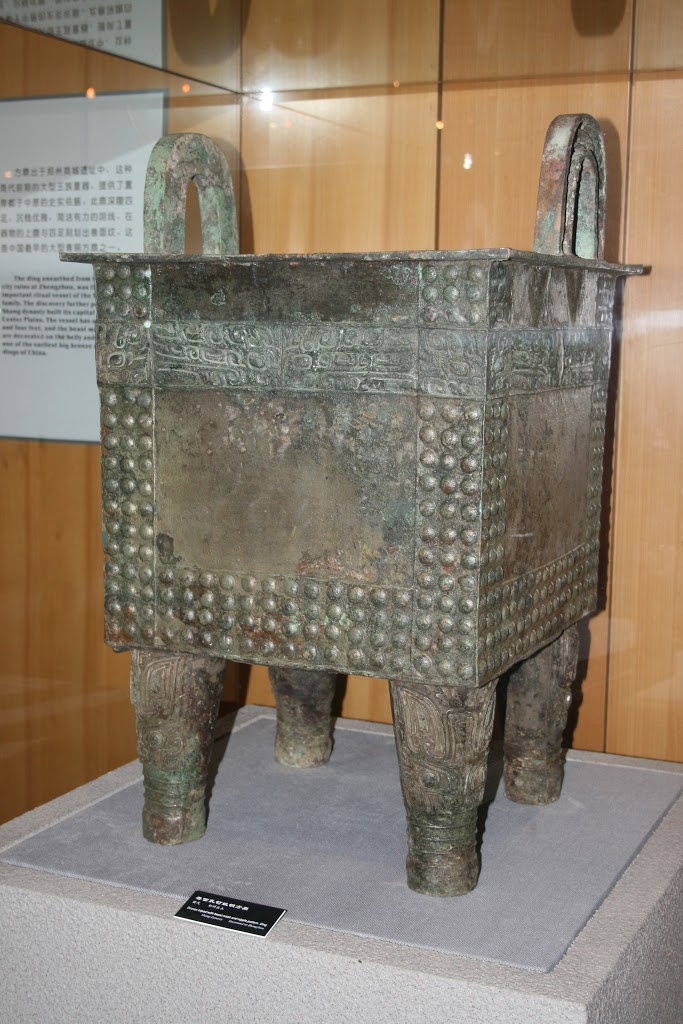
Bronze rituel de type fangding. H : 1 m, poids 86 kg. Erligang (Zhengzhou). Musée Provincial du Henan.

La culture d'Erligang doit son nom au site d'Erligang (faubourg de Zhengzhou, Henan), datant de la phase initiale de cette culture. La cité fermée mesure 3 km2 tandis que l'ensemble urbain mesure 25 km2. Le bronze y est utilisé pour la première fois pour de grands vases où le décor, filiforme ou ponctué, résulte d'un tracé dans le moule de terre. Cette culture s'est diffusée selon un processus et sur des lieux qui ne recouvrent pas ceux de la culture Shang, tout en étant en relation avec celle-ci depuis l'apparition des Shang dans la région. Des signes isolés apparaissent encore peints sur des fragments de poterie. Quant au grand centre urbain d'Anyang, situé plus à l'Est, il mesure environ 25 km2 et comprend aussi la capitale des Shang, le site de Yinxu qui fut identifié tout à la in du XIXe siècle et fouillé à partir de 1928. Selon la version communément admise dans les années 2000, le centre politique de la Chine du Nord se serait déplacé vers l'est vers 1400, dans la région d'Anyang. Cette vision est contestée par l'intérêt récemment porté sur les régions situées bien plus au Sud, au Jiangxi, qui semblent attester du rayonnement d'Erligang, fort loin, depuis Panlongcheng (déjà au Sud du Hubei).
En tout cas la culture Shang, à Anyang entre autres sites, a bien effectué le passage de la Préhistoire à l'Histoire. Par exemple, une découverte (la tombe no 5) réalisée sur le site d'Anyang en 1976 durant la révolution culturelle, s'est présentée d'abord sous la forme d'une tombe appartenant à un individu identifié par une inscription comme un membre de l'élite dans l'État Shang dans sa phase finale (v. 1250-1046). La culture Shang marque ainsi l'introduction de la Chine dans l'Histoire avec les premiers textes inscrits, composés de quelques signes, dans le bronze ou sur des ossements oraculaires vers 1200 au cours de cette phase finale. La dynastie Shang est alors en contact avec de nombreux centres urbanisés, encore sans histoire écrite, qui l'environnent : la culture d'Erligang, celles des rives du Liao au Nord-est, celles situées sur les régions actuelles de Chengdu (avec le site de Sanxingdui), à l'Ouest, celles du lac Poyang avec le site de Wucheng au Sud, ainsi qu'au Jiangxi, dans les régions les plus méridionales. Ce réseau est centralisé sur les cultures d'Erligang-Anyang qui ont leurs styles propres. Mais à l'intérieur de ce réseau de relations portant sur les techniques et le transport de matières (matières premières ou travaillées) d'autres styles indigènes se manifestent fortement. Le Yunnan participe de loin à ces échanges avec ses propres ressources en métaux mais ne possède pas non plus d'écriture.
Il est d'usage dans le milieu des archéologues de parler ici des premiers États de Chine, avec celui d'Erligang, entre autres.
Cette société est souvent associée à celle d'Erlitou, comme constituant selon un processus continu, de phase en phase, les premiers temps de l'État Shang, voire de la dynastie Shang, telle qu'elle est transmise par l'historiographie chinoise, et ceci même dans des publications récentes. La recherche fournit toutefois de nouvelles propositions avec une argumentation rigoureuse. Ainsi la mise au point de Li Feng, en 2013, envisage une période de création des États d'Erlitou, comme d'Erligang, après quoi la prospérité de la période Shang, « période moyenne » (v. 1400-1250), dans le centre et le nord du Henan correspondrait à une autre phase et aux premiers signes cohérents et tangibles de l'Histoire en Chine. Il est donc possible que certains centres nouvellement créés de la culture d'Erligang aient été rivaux des Shang au cours des derniers siècles.
Le premier objet de fer, en Chine, est constitué de fer météorique. Il a été découvert au Henan et date du milieu de la dynastie des Shang. L'usage du fer obtenu par la fonte du minerai (à 1 538 °C) n'apparaît, en Chine de l'Est, qu'avec la Période des Printemps et Automnes : seulement une centaine d'objets de ce type a été retrouvée datant d'avant la fin de cette période (481 AEC). Le bronze jouant ici le rôle le plus important.

### Xinjiang, vallée de la Keriya: v. 4000-500: du néolithique final à l’Antiquité
La vallée de la Keriya s'est profondément transformée vers 4000 AEC : d'un fleuve qui traversait le Xinjiang du Sud au Nord, depuis la cordillère du Kunlun jusqu'aux piémonts des Tianshan, elle s'est réduite à une rivière dont les eaux se perdent dans le désert en un delta endoréique. Djoumboulak Koum (milieu du Ier mill. AEC) est une ancienne cité dans cette vallée quasi-asséchée, fortifiée mais actuellement en ruines, bâtie en briques crues (et non en terre damée selon le modèle chinois), proche du modèle achéménide. Les habitants d'alors sont des agriculteurs-éleveurs sédentaires vivant dans une oasis ouverte sur le monde. Cette cité se trouve en effet à la croisée des grands États de l'Inde, de Perse et de Chine, voisine de l'Asie centrale orientale, voire de l'Altaï : une oasis sur une des routes Sud-Nord qui traversent le plus grand désert froid du monde. Les sables de ce désert du Taklamakan ont permis de conserver de nombreux objets de pierre polie (meules, égrugeoirs, broyeurs et molettes), de céramique (pots, bassins) ou de terre crue (silos). Les métaux ont été également utilisés, comme le fer (pointes de flèche forgées) et le cuivre (lames de couteau, ou encore calotte hémisphérique ornée d'un « loup » qui offre des similitudes avec l'art des steppes). On rencontre aussi des matériaux moins attendus : du verre (perles) mais surtout du bois assez bien conservé et divers matériaux textiles fabriqués sur place. Ceux-ci constituent une très exceptionnelle panoplie de matériaux végétaux et animaux tressés, tissés, noués et même transformés en perles, surtout en vêtements pour adultes et enfants, ou en tapisserie en plusieurs couleurs et en éléments de harnachement. Cette population semble proche de celles des Scythes ou des Saces, qui parlait peut-être le tokharien, et semble avoir pratiqué la délicate technique du cuivre coulé. Elle pourrait avoir fait commerce de la fonte de fer (en fonte blanche) produite probablement à l'extrême fin du Ve siècle en Chine du Nord.
À l'âge du Fer, les relations avec les peuples utilisant le bronze tout autant que le fer comme les Scythes, populations nomades, ont poursuivi les liens précédents avec l'Est du Xinjiang et le Nord-ouest de la Chine qui avaient existé depuis les débuts de l'âge du Bronze. Cependant, la découverte du fer n'a pas renversé la production du bronze et la technique traditionnelle du bronze coulé, typiquement chinoise, s'est poursuivie à travers les siècles. Par ailleurs, l'introduction de la technologie du verre se fait, en Chine, bien plus tard qu'en Égypte et en Mésopotamie où cette technologie apparaît au cours de la Préhistoire, et ici à partir des VIe et Ve siècles, en provenance d'Asie Centrale.

### Au Sud, royaume de Dian: de l'âge du bronze à l'âge du fer
Du IVe au IIe siècle avant l'ère commune c'est au nord de l'actuelle province du Yunnan que le royaume s'est développé, centré autour du lac Dian, mais il s'étendait également autour du lac Erhai (près de Dali) et de la région du Fleuve Rouge(Yuan Jiang). Sa population semble avoir été en relation avec les peuples des steppes, relations qui semblent transparaître dans le travail du bronze et les éléments décoratifs animaliers. Les tambours de bronze prouvent des liens étroits avec les voisins du Sud, car leur usage est réparti sur les anciens territoires de Dian et ceux de la culture Dong Son, culture qui relève de la proto-histoire de l'Indochine et qui est ainsi dénommée d'après le village éponyme du nord du Viêt Nam.
Après des siècles de vie tranquille avec ses voisins, le royaume a été vaincu et annexé par Han Wudi, l'empereur Wu de la dynastie Han.

### L'âge du fer au Tibet
La Préhistoire du Tibet reste encore très mal connue. La culture néolithique Karuo a été identifiée au Tibet oriental et datée d'environ 3300-2300. Cependant des recherches menées depuis le début des années 1990 portant uniquement sur le territoire du Zhang Zhung, au Tibet occidental sur le plateau du Changthang, viennent corroborer la tradition orale locale qui évoque dans cette région une société tibétaine fortement établie avant l'arrivée du bouddhisme au Tibet. Les constructions subsistant actuellement, en particulier les forts datant de l'âge du Fer, témoignent du danger que devait alors représenter certaines populations scythes pour les tibétains.